# McDonald Jones Stadium
Das McDonald Jones Stadium ist ein Rugby- und Fußballstadion in der australischen Stadt Newcastle im Bundesstaat New South Wales. Das McDonald Jones Stadium ist Teil des Newcastle International Sports Centre (NISC) und bietet gegenwärtig den Zuschauern 33.000 Plätze. Zu offiziellen Veranstaltungen der Asian Football Confederation (AFC) oder des Fußball-Weltverbandes FIFA trägt die Sportstätte den werbefreien Namen Newcastle Stadium.

## Geschichte
Die Arbeiten am Neubau begannen am 1. Dezember 1967. Eingeweiht wurde die Spielstätte durch Königin Elisabeth II. am 17. April 1970. Es wurde und wird sowohl unter anderem für Rugby, Australian Football, Fußball, Baseball und Cricket genutzt. Zur damaligen Zeit hatte das Stadion eine ovale Form, um die verschiedenen Sportarten austragen zu können. In eine rechteckige Form wurde es verändert, als das Rugby-League-Team der Newcastle Knights sich 1986 einmietete und das Newcastle International Sports Centre 1988 zu ihrer Spielstätte wurde. Der Besucherrekord wurde im Juli 1995 aufgestellt, als Newcastle Knights gegen die Manly-Warringah Sea Eagles vor 32.642 Zuschauern antrat. Damals verfügte das Stadion bis auf die alte Haupttribüne mit 5.000 Sitzplätzen überwiegend über Stehplätze.
Fußball wird seit 1978 in Stadion von Newcastle gespielt. Newcastle KB United aus der National Soccer League (NSL) nutzte die Spielstätte bis zur Auflösung im Jahr 1984. Der 1889 gegründete FC Adamstown Rosebud trat von 1984 bis 1986 in der NSL unter dem Namen Newcastle Rosebud United im International Sports Centre an. Seit dem Jahr 2000 sind die Newcastle United Jets im Stadion beheimatet. Von 2000 bis 2004 noch als Newcastle United in der NSL. Mit der Auflösung der NSL und der Gründung der A-League 2004 tritt der Club unter der Bezeichnung Newcastle United Jets an.
Das McDonald Jones Stadium war Anfang der 2000er Jahre veraltet und wurde unter anderem nicht für die Rugby-Union-Weltmeisterschaft 2003 in Australien berücksichtigt. Die Spielstätte genügte nicht mehr den Ansprüchen der National Rugby League (NRL). Beanstandet wurde zum Beispiel die fehlende Zahl an überdachten Sitzplätzen, eine schlechte Ausstattung für die Medienvertreter, die Umkleidekabinen oder die Zuschauerbereiche hinter den Toren.
Das damalige EnergyAustralia Stadium durchlief von 2003 bis 2005 und von 2008 bis 2011 zwei Renovierungsphasen, um die veraltete Sportstätte aus den 1970er Jahren auf den neuesten Stand zu bringen. In der ersten Renovierungsphase wurde als größte Maßnahme eine neue Osttribüne mit Ober- und Unterrang errichtet. Drei Jahre später erhielt der Westteil des Stadions einen neuen doppelstöckigen Zuschauerrang. Die Bestuhlung der Spielstätte ist in Rot und Blau gehalten und lehnt sich an die Farben der Newcastle United Jets an. Zwischen den Ober- und Unterrängen der Längstribünen liegen die V.I.P.-Logen und Lounges sowie Räumlichkeiten für verschiedenste Veranstaltungen wie etwa Tagungen, Bankette, Geburtstags- und Hochzeitsfeiern.
Das McDonald Jones Stadium war 2010 ein potenzieller Spielort in der Bewerbung Australiens für die Fußball-Weltmeisterschaft 2022. Bei einer erfolgreichen Bewerbung wären hinter den Toren weitere Sitzplätze installiert und die Kapazität auf 40.000 Zuschauer erhöht worden. 2013 war das Stadion Schauplatz der Eröffnungsfeier der ersten Special Olympics Asia Pacific Regional Games, die vom 1. bis 7. Dezember des Jahres in Newcastle stattfanden.
Im Januar 2015 ist das Stadion von Newcastle einer von fünf Austragungsorte der Fußball-Asienmeisterschaft in Australien. Für das kontinentale Turnier wurden 2014 noch einmal 1,25 Mio. AU$ in das Spielfeld des Stadions investiert. Die Arbeiten begannen nach dem Ende der NRL-Saison im September 2014. Neben einer neuen Rasenfläche wurde das Drainagesystem zur Spielfeldentwässerung aus den frühen 1990er Jahren überholt. Dabei stellte sich das Problem, dass es keine kompletten Pläne von der Verlegung der Anlage gab. Der neue Rasen der lange vernachlässigten Spielfläche war Anfang November verlegt und bereit für die erste Partie der Asienmeisterschaft am 12. Januar 2015 zwischen Japan und Palästina.

## Name
Der erste Sponsorenvertrag des Newcastle International Sports Centre über die Namensrechte stammt aus dem Jahr 1992. Mit dem lokalen Reifenhändler Marathon Tyres erhielt das Stadion die Bezeichnung Marathon Stadium. Ende 2001 wurde das Energieversorgungsunternehmen EnergyAustralia neuer Namensgeber der Veranstaltungsstätte. Im Februar 2011 wurde bekanntgegeben, dass das Unternehmen seinen Namen in Ausgrid und damit auch das Stadion in Ausgrid Stadium ändern wird. Ferner kündigte EnergyAustralia an, den bis zum 31. Dezember 2011 laufenden Sponsorenvertrag nicht zu verlängern. Im Oktober 2016 erhielt das Stadion für fünf Jahre den Sponsorennamen McDonald Jones Stadium, nach McDonald Jones Homes aus der Baubranche.

## Spiele der Junioren-Fußballweltmeisterschaft 1981 in Newcastle
Für zwei Partien war das Newcastle Stadium Austragungsort des Turniers. Ein Gruppenspiel der Gastgeber und ein Viertelfinale standen auf dem Spielplan. Die Bundesdeutsche Mannschaft besiegte im Endspiel Katar mit 4:0 und wurde erstmals Junioren-Fußballweltmeister.
- Gruppenphase
  - 06. Oktober 1981, Gruppe D:  Australien –  Kamerun 3:3 (1:2)

- Finalrunde
  - 11. Oktober 1981, Viertelfinale:  Brasilien –  Katar 2:3 (1:1)

## Spiele der Fußball-Asienmeisterschaft 2015 in Newcastle
Insgesamt werden vier Partien der Asienmeisterschaft im Newcastle Stadium ausgetragen. Darunter ein Halbfinalspiel und die Partie um den dritten Platz.
- Gruppenphase
  - 12. Januar 2015, Gruppe D:  Japan –  Palästina 4:0 (3:0)
  - 17. Januar 2015, Gruppe A:  Oman –  Kuwait 1:0 (0:0)

- Finalrunde
  - 27. Januar 2015, Halbfinale:  Südkorea –  Irak 2:0 (1:0)
  - 30. Januar 2015, Spiel um Platz 3:  Irak –  Vereinigte Arabische Emirate 2:3 (2:1)